# Hipolit Jewniewicz
Hipolit Jewniewicz (1831–1903) – polski inżynier mechanik. Autor prac z zakresu wytrzymałości materiałów, hydrauliki, teorii sprężystości i mechaniki stosowanej. Profesor Instytutu Technologicznego w Petersburgu. Był jednym z organizatorów Szkoły Wawelberga i Rotwanda w Warszawie.